# Great Western Trail
Great Western Trail ist ein Brettspiel des österreichischen Spieleautors Alexander Pfister, das 2016 bei Eggertspiele erschien. Thematisch ist das Spiel im Wilden Westen angesiedelt, die Spieler treiben als Viehzüchter Rinderherden über den Great Western Trail zum Verkauf nach Kansas City und versuchen dabei, möglichst viel Geld einzunehmen und Macht zu erlangen, die sich in Siegpunkten niederschlägt. Das Spiel nutzt dabei Komponenten eines Rennspiels sowie verschiedene andere Spielmechanismen wie das Deck-Building, die individuelle Wahl von Aktionen während des Trails und die Option, weitere Aktionen und Möglichkeiten zu eröffnen.
Das Spiel belegte 2016 den dritten Platz des Swiss Gamers Award und wurde 2017 auf die Empfehlungsliste zum Kennerspiel des Jahres aufgenommen. Das Spiel wurde zudem beim österreichischen Spiel der Spiele 2017 als eines von drei Spiele-Hits für Experten ausgezeichnet und erlangte beim Deutschen Spiele Preis 2017 den zweiten Platz nach Terraforming Mars. Beim International Gamers Award 2017 gewann das Spiel als bestes Mehrspieler-Strategiespiel. Zudem wurde es 2017 mit dem Beeple Award ausgezeichnet.

## Spielweise
In dem Spiel Great Western Trail wird auf die großen Rindertriebe der Viehzüchter und Cowboys im Wilden Westen aufgebaut, bei denen die Spieler mit ihren Cowboys in Texas große Rinderherden zusammentreiben und nach Kansas City bringen müssen. Mit den Herden erwirtschaften sie Geld, indem sie diese mit der Bahn in andere Städte schicken, das sie wiederum in den Bau von Ortschaften, dem Anwerben von Personal, dem Bau von Eisenbahnstrecken und Bahnhöfen oder in neue Herden mit wertvolleren Rindern investieren können, über die die Spieler Siegpunkte erhalten. Das Spielende wird ausgelöst, wenn ein Spieler durch die Ablieferung einer Herde in Kansas City ein Arbeiterplättchen auf das letzte Feld des Arbeitsmarktes legt. Gewinner des Spiels ist der Spieler, der bei der danach folgenden Endabrechnung des Spiels die meisten Siegpunkte hat.
Das Spielmaterial besteht neben der Spieleanleitung aus:
- einem Spielplan
- 54 Arbeiterplättchen, davon je 18 Cowboys, Handwerker und Ingenieure
- 18 Gefahrenplättchen, davon je sechs Überschwemmungen, Dürren und Steinschläge
- 22 Tipiplättchen, davon je 11 blaue und grüne Plättchen
- vier Spielertableaus in den Spielerfarben Weiß, Gelb, Blau und Rot
- vier Abdeckplättchen für die Spielertableaus
- vier Viehtreiber in den Spielerfarben
- vier Lokomotiven in den Spielerfarben
- vier Zertifikatsmarker in den Spielerfarben
- 56 Spielermarker, davon je 14 in den Spielerfarben
- 92 Rinderkarten, davon
  - 56 Spieler-Rinderkarten, je 14 pro Spieler, in den Werten 1, 2 und 3
  - 36 Markt-Rinderkarten in den Werten 3, 4 und 5
- 24 Auftragskarten, davon 4 Start-Auftragskarten
- 47 Gebäudeplättchen, davon
  - je 10 Gebäudeplättchen pro Spieler in den Spielerfarben
  - sieben neutrale Gebäudeplättchen
- fünf Bahnhofsvorsteher-Plättchen
- 55 Münzen (35 × 1 Dollar, 20 × 5 Dollar)
- ein Arbeitsmarkt-Anzeiger
- ein Wertungsblock

### Spielvorbereitung
Zum Beginn des Spiels wird der Spielplan in der Tischmitte platziert und entsprechend der Spieleanleitung aufgebaut. Dabei werden alle neutralen Gebäudeplättchen und die Bahnhofsvorsteher-Plättchen auf die dafür vorgesehenen Positionen platziert und der Rindermarkt vorbereitet. Die Arbeiterplättchen, die Tipi-plättchen und die Gefahrenplättchen werden mit der Rückseite nach oben nach den Zahlen auf der Rückseite sortiert und bereit gelegt. Von den Plättchen, die mit einer Eins gekennzeichnet sind, werden sieben aufgedeckt und entsprechend der Abbildung auf die Tipi- oder Gefahrenfelder gelegt. Danach werden von den Plättchen, die mit einer Eins gekennzeichnet sind, abhängig von der Mitspielerzahl so viele Plättchen auf den Arbeitsmarkt gelegt, wie in der Spieleanleitung angegeben sind. Die Vorschaufelder werden anschließend mit je zwei Plättchen der Kennzeichnung 1 bis 3 belegt. Aus den 36 Markt-Rinderkarten wird der Rindermarkt mit bis zu 13 offen liegenden Rinderkarten abhängig von der Spielerzahl gebildet, aus den Auftragskarten der Auftragsstapel gebildet und die vier Start-Auftragskarten werden an die Spieler verteilt und offen ausgelegt.
Jeder Spieler wählt zudem eine Farbe und bekommt entsprechend ein Spielertableau, die verschiedenen Marker, die Rinderkarten und die Gebäudeplättchen seiner Farbe. Die Spielermarker und der Zertifikatsmarker werden auf dem Spielertableau platziert und die Lok kommt auf die Startposition der Eisenbahn. Jeder Spieler mischt seine Rinderkarten und zieht vier davon als Handkarten, die restlichen Karten bilden das Herdendeck.
Sobald der gesamte Spielplan und die Spielertableaus vorbereitet sind, wird ein Startspieler bestimmt. Dieser 
erhält 6 Dollar aus der Bank, der im Uhrzeigersinn nächste Spieler erhält 7 Dollar, der eventuelle dritte Spieler und jeder weitere Spieler jeweils einen weiteren Dollar mehr als Startkapital.

### Spielablauf
Beginnend mit dem Startspieler ziehen die Spieler in jedem Zug mit ihrer Figur mindestens ein und zu Beginn maximal vier Felder des Trails auf dem Spielplan, wobei nur ausliegende Ortsplättchen und Gefahrenplättchen als Felder gelten. Abhängig von dem Ortsplättchen, auf dem ihr Zug endet, können die Spieler dann verschiedene Aktionen ausführen. Im Laufe des Spiels errichten die Spieler weitere Orte, wodurch die Anzahl der Schritte bis Kansas City und auch die Anzahl der Aktionsmöglichkeiten zunimmt. Weitere Aktionen können genutzt werden, um die aktuelle Herde durch den Verkauf von Rindern zu verändern, neue Rinder für das Herdendeck zu kaufen, Arbeiter vom Arbeitermarkt einzustellen, die Eisenbahnstrecke auszubauen oder Gefahren und Indianerdörfer zu beseitigen und so Geld zu verdienen. In Kansas City angekommen müssen die Spieler dann neue Gefahren und Indianer auf das Spielfeld bringen, den Arbeitsmarkt auffüllen, ihre Herde verkaufen und mit der Eisenbahn verschicken.
Das Herdendeck wird entsprechend einem Deckbuilding-Spiel, vergleichbar mit Dominion und ähnlichen Spielen, aufgebaut. Da in Kansas City keine doppelten Rinder gekauft werden, ist es für den Spieler wichtig, die Herden auf den Trails wertvoller zu machen. Dafür werden zu Beginn des Spiels die verfügbaren Rinderkarten der Spieler gemischt und verdeckt abgelegt und von diesem Zugstapel werden vier Handkarten (später optional mehr) aufgenommen. Im Laufe des Trails verkaufte Rinder sowie neu hinzugekaufte, wertvollere, Rinder werden auf die Ablage gelegt, gemeinsam mit erhaltenen Auftragskarten, und die Handkarten werden immer wieder vom Nachziehstapel aufgefüllt. Ist der Nachziehstapel aufgebraucht, wird die Ablage gemischt und die wertvolleren Rinder gelangen gemeinsam mit den abgelegten in den neuen Nachziehstapel und so in die Handkarten. Im Laufe des Spiels kommen so mehr und mehr wertvolle Rinder in das Deck, billigere Rinder können durch spezielle Aktionen aus dem Deck entfernt werden.

### Spielende und Wertung
Das Spiel endet nach der Runde, nach der ein Spieler durch die Ablieferung einer Herde in Kansas City ein Arbeiterplättchen auf das letzte Feld des Arbeitsmarktes legt und damit den Arbeitsmarkt-Anzeiger aus dem Spiel schiebt. In der Schlusswertung bekommen die Spieler für verschiedene Erfolge in insgesamt elf Wertungskategorien Siegpunkte, die auf dem Wertungsblock notiert und addiert werden:
- Für jeweils 5 Dollar gibt es einen Punkt.
- die Summe der Siegpunkte, die auf den eigenen Gebäudeplättchen auf dem Spielplan abgedruckt sind
- die Summe der Siegpunkte, die auf den Stadtwappen durch Herdenlieferungen freigeschaltet wurden
- die Summe der Siegpunkte, die neben den Bahnhöfen abgebildet sind, auf denen ein Spieler jeweils einen seiner Marker liegen hat
- die Summe der Siegpunkte, die neben den Bahnhöfen abgebildet sind, die auf den gesammelten Gefahrenplättchen eines Spielers abgebildet sind
- die Summe der Siegpunkte auf den Rinderkarten im Herdendeck
- die Summe der Siegpunkte auf den erfüllten Auftragskarten, davon werden die negativen Siegpunkte nicht ausgefüllter aber aktivierter Auftragskarten abgezogen
- die Summe der Siegpunkte der Bahnhofsvorsteher-Plättchen
- je 4 Siegpunkte pro Arbeiterplättchen, das sich auf dem fünften oder sechsten Feld der jeweiligen Arbeiterreihe befindet
- 3 Siegpunkte, falls der Spieler das Kreisfeld seiner Spielerablage freigeräumt hat
- 2 Siegpunkte für den Spieler, der das Spiel beendet und den Arbeitsmarkt-Anzeiger vor sich liegen hat.

Der Spieler mit den meisten Siegpunkten gewinnt das Spiel. Bei einem Gleichstand mehrerer Spieler gibt es mehrere Gewinner.

## Ausgaben und Rezeption
Great Western Trail wurde vom österreichischen Spieleautor Alexander Pfister entwickelt und erschien 2016 bei Eggertspiele im Vertrieb von Pegasus Spiele. Die Illustrationen und die Cover-Gestaltung übernahm dabei Andreas Resch. Weitere Ausgaben erschienen 2016 bei Stronghold Games auf Englisch und bei 999 Games auf Niederländisch sowie 2017 auf Spanisch, Rumänisch, Polnisch, Ungarisch, Französisch und Portugiesisch (vor allem für den brasilianischen Markt).
Das Spiel errang 2016 den dritten Platz des Swiss Gamers Award und wurde 2017 auf die Empfehlungsliste zum Kennerspiel des Jahres aufgenommen. Bei letzterem wurde das Spiel wie folgt beschrieben:

„Als Viehtreiber im Wilden Westen ziehen die Spieler immer wieder mit Rinderherden von Texas nach Kansas City. Die verzweigten Pfade auf dem „Great Western Trail“ lassen dabei viele strategische Ausrichtungen zu – und mit jedem Ritt gibt es mehr Optionen. Handwerker etwa helfen beim Bau von Gebäuden, die wiederum neue Aktionen ermöglichen. Cowboys kaufen Tiere auf dem Markt, um den Zuchtwert der Rinder im Kartendeck zu verbessern. Je besser die Handkarten beim Verladen in Kansas City sind, desto größer der Erlös, desto lukrativer der Weitertransport mit der Eisenbahn. Also bloß nicht den Ausbau von Zugstrecke und Bahnhöfen vernachlässigen! Indianer spielen ebenfalls mit. Und Aufträge gibt es auch noch. Ein Edelwestern eben: thematisch stilvoll umgesetzt, spielmechanisch meisterhaft verwebt.“

Zudem wurde Great Western Trail beim österreichischen Spiel der Spiele 2017 als eines von drei Spiele-Hits für Experten ausgezeichnet und erlangte beim Deutschen Spiele Preis 2017 den zweiten Platz nach Terraforming Mars. Beim International Gamers Award 2017 gewann das Spiel als bestes Mehrspieler-Strategiespiel. Im September 2017 wurde es zudem für den Niederländischen Spielepreis nominiert.
Lars Schiele stellt das Spiel in seiner Rezension in der spielbox in Zusammenhang mit verschiedenen potenziellen Vorbildern, die für einzelne Teile des Spielmechanismus stehen. Er benannt dabei etwa Dominion als Paten für das Deck Building, Terra Mystica für das Freischalten von neuen Optionen während des Spiels sowie Monopoly für den stetig gefährlicher und teurer werdenden Trail nach Kansas City. Er beschreibt Great Western Trail als vielseitiges und am Anfang etwas unübersichtliches und verwirrendes Spiel, bei dem jeder Mitspieler seine Entscheidungen an die Gegebenheiten anpassen und selbst eine Strategie entwickeln muss, am Ende als reichster Viehbaron das Spiel zu gewinnen. Er vergibt in seiner Wertung 8 von 10 möglichen Punkten, weitere Kollegen vergeben 9 Punkte.

## Belege
1. 1 2 3 4 5 6 7 8  Offizielle Spielregeln für Great Western Trail; von gesellschaftsspiele.spielen.de abgerufen am 15. September 2021.
2. 1 2  Versionen von Great Western Trail in der Datenbank BoardGameGeek; abgerufen am 15. Juni 2017.
3. ↑  Ergebnisse 2016 des Swiss Gamers Award; abgerufen am 15. Juni 2017.
4. 1 2  Great Western Trail auf der Website des Spiel des Jahres e.V.; abgerufen am 15. Juni 2017.
5. ↑  Die ausgezeichneten Spiele 2017 beim Österreichischen Spielepreis, 25. Juni 2017; abgerufen am 29. Juni 2017.
6. ↑  Expertprijs 2017: nominaties, Nominierung zum Niederländischen Spielepreis 2017, 23. September 2017; abgerufen am 21. Oktober 2017.
7. ↑  Ratings & Comments für Great Western Trail in der Spieledatenbank BoardGameGeek (englisch); abgerufen am 16. Juni 2017.
8. 1 2  Lars Schiele: Great Western Trail: Keine rauchenden Colts. spielbox 6/2017, S. 18–20.
9. ↑  Great Western Trail, Rezension bei H@LL9000; abgerufen am 16. Juni 2017.